# Douglas Munro
Douglas Munro (Londres, 1866 – Birmingham, Warwickshire, 27 de janeiro de 1924) foi um ator britânico da era do cinema mudo.

## Filmografia selecionada
- Dombey and Son (1917)
- The Garden of Resurrection (1919)
- General Post (1920)
- Testimony (1920)
- London Pride (1920)
- The Lure of Crooning Water (1920)
- A Temporary Vagabond (1920)
- The Mirage (1920)
- The Bigamist (1921)
- The Sport of Kings (1921)
- Vanity Fair (1922)
- Dicky Monteith (1922)
- A Sporting Double (1922)
- The Grass Orphan (1922)
- A Romance of Old Baghdad (1922)
- Fires of Fate (1923)
- Tons of Money (1924)